# Castel Maggiore
Castel Maggiore là một đô thị ở tỉnh Bologna của Italia, cự ly 9 km về phía bắc của thị xã Bologna. Tên đô thị này có nghĩa là "Lâu đài lớn" trong tiếng Ý.
Đô thị này gồm các làng: Boschetto, Castiglia, Garluda, Primo Maggio, Sabbiuno, Torreverde, Trebbo di Reno.
Các đô thị giáp ranh: Argelato, Bentivoglio, Bologna, Calderara di Reno, Granarolo dell'Emilia, Sala Bolognese.